# 只召太后
只召太后（韓語：지소태후，？—？），姓金氏，新罗第24位国王真兴王的母亲。她是法興王與保道夫人的女兒，嫁給叔父立宗葛文王。
法興王去世后，由真兴王即位。当时真兴王年仅七岁，由只召太后摄政。

## 生涯
只召太后是法興王與保道王后金氏之女，嫁給法興王的同胞弟弟立宗，生下兒子彡麥宗和肅訖宗。立宗在法興王在位期間被任命為葛文王，後逝世。540年（建元五年），法興王去世，彡麥宗繼位，是為真興王。當時真興王年僅七歲，只召被尊為王太后。真興王在位第一年，由保道夫人攝政。541年開始，由只召太后攝政，其攝政時間大體至551年（真興王十二年）為止。
只召攝政期間，以異斯夫、居柒夫輔佐來運營國政。545年，在異斯夫的建議下，她命令居柒夫編纂國史。又完成興輪寺的建造，接納佛舍利，中興佛教。同時，與百濟結盟，共伐高句麗，並取得戰果。
551年，真興王親政，改年號為開國。只召太后不再攝政。

## 家族
- 祖父：智證王 金智大路
- 祖母：延帝夫人
- 外祖父：炤知麻立干
- 外祖母：善兮夫人
- 父 : 法興王 金原宗
- 母 : 保道王后 金氏
  - 夫 : 金立宗
    - 子 : 真兴王 (金彡麥宗)
    - 子 : 肅訖宗
    - 女：萬呼太后

  - 夫 : 異斯夫
    - 子 : 世宗
    - 女 : 叔明公主

  - 夫 : 二花郞
  - 夫 : 朴英失
    - 女 : 松華公主(真平王王后摩耶夫人之母)
    - 女 : 黃華公主

  - 夫 : 仇珍
    - 女 : 寶明宮主

## 影視作品裡的息道夫人
- 2016年：KBS 《花郎》 - 金志秀